# Adelaide (bottiglia)
L'Adelaide (o Adélaïde) è un tipo di bottiglia modello champagnotta, usata per champagne o altri vini spumanti della capacità di 93 litri pari a 124 bottiglie da 0,75 l.

## Storia
La prima bottiglia con questa capienza fu prodotta nel 1958, a Stoke-on-Trent nella contea dello Staffordshire, in Inghilterra. 